# Matjaž Vrhovnik
Matjaž Vrhovnik (* 6. Mai 1972 in Ljubljana) ist ein ehemaliger slowenischer Skirennläufer. Er fuhr fast ausschließlich Slalomrennen.

## Biografie
Vrhovnik trat erstmals bei den Juniorenweltmeisterschaften 1991 international in Erscheinung. In der Saison 1994/95 sicherte er sich mit zwei Siegen und insgesamt vier Podestplätzen den zweiten Platz in der Slalomwertung des Europacups. Am 19. Februar 1995 gewann er als 14. des Slaloms in Furano seine ersten Punkte im Weltcup.
In den folgenden Jahren konnte sich Vrhovnik im Mittelfeld etablieren, ohne jedoch besonders aufzufallen. Dies änderte sich zu Beginn der Saison 1999/2000, als er erstmals unter die besten Zehn fuhr. Im Verlaufe der Saison konnte er sich kontinuierlich verbessern und am 20. Februar 2000 feierte er in Adelboden seinen einzigen Weltcupsieg. Er beendete die Saison auf Platz 3 des Slalom-Weltcups. In der darauf folgenden Saison konnte er diese Leistungen nicht bestätigen und 2002 fiel er wegen einer Verletzung aus. Ende der Saison 2002/03 trat er vom Skirennsport zurück.
Vrhovnik nahm je einmal an Olympischen Spielen und Weltmeisterschaften teil, kam er aber nicht über einen 17. bzw. 22. Platz hinaus. 1998 und 2000 wurde er slowenischer Meister im Slalom.

## Erfolge

### Olympische Spiele
- Nagano 1998: 17. Slalom

### Weltmeisterschaften
- Sestriere 1997: 22. Slalom

### Weltcup
- Saison 1999/2000: 3. Slalom-Weltcup
- 4 Podestplätze, davon 1 Sieg:

| Datum            | Ort       | Land    | Disziplin |
| ---------------- | --------- | ------- | --------- |
| 20. Februar 2000 | Adelboden | Schweiz | Slalom    |

### Europacup
- Saison 1994/95: 2. Slalom-Wertung, 9. Gesamtwertung
- 2 Siege (ab der Saison 1994/95):

| Datum             | Ort       | Land     | Disziplin |
| ----------------- | --------- | -------- | --------- |
| 10. Dezember 1994 | Åre       | Schweden | Slalom    |
| 12. Januar 1995   | Champoluc | Italien  | Slalom    |

### Junioren-Weltmeisterschaften
- Geilo/Hemsedal 1991: 29. Super-G, 32. Riesenslalom

### Weitere Erfolge
- 2 slowenischer Meistertitel (Slalom 1998 und 2000)